# Буенамадре
Буенамадре (ісп. Buenamadre) — муніципалітет в Іспанії, у складі автономної спільноти Кастилія-і-Леон, у провінції Саламанка. Населення — 142 особи (2010).
Муніципалітет розташований на відстані близько 220 км на захід від Мадрида, 50 км на захід від Саламанки.
На території муніципалітету розташовані такі населені пункти: (дані про населення за 2010 рік)
- Альдеавіла-де-Ревілья: 2 особи
- Буенамадре: 134 особи
- Лос-Кампос: 6 осіб

## Демографія
Динаміка населення (INE ):

## Зовнішні посилання
- Провінційна рада Саламанки: індекс муніципалітетів [Архівовано 23 квітня 2009 у Wayback Machine.]
- Посилання на Google Maps